# Барон Кершоу
Барон Кершоу из Прествича в графстве Ланкашир — наследственный титул в системе Пэрства Соединённого королевства. Он был создан 20 января 1947 года для британского политика-лейбориста Фреда Кершоу (1881—1961), который впоследствии занимал должность лорда в ожидании в лейбористском правительстве Клемента Эттли (1949—1951). 
По состоянию на 2024 год носителем титула являлся его внук, Эдвард Джон Кершоу, 4-й барон Кершу (род. 1936), который сменил своего отца в 1962 году.

## Бароны Кершоу (1947)
- 1947—1961: Фред Кершоу, 1-й барон Кершоу (6 ноября 1881 — 5 февраля 1961), сын Джона Джозефа Кершау[1];
- 1961—1961: Герберт Кершоу, 2-й барон Кершоу (21 августа 1904 — 18 июля 1961), старший сын предыдущего[2];
- 1961—1962: Эдвард Обри Кершоу, 3-й барон Кершоу (29 августа 1906 — 22 февраля 1962), младший брат предыдущего[3];
- 1962 — настоящее время: Эдвард Джон Кершоу, 4-й барон Кершоу (род. 12 мая 1936), единственный сын предыдущего[4];
  - Наследник титула: достопочтенный Джон Чарльз Эдвард Кершау (род. 23 декабря 1971), единственный сын предыдущего[5].